# Muntadgin
Muntadgin är en ort i Australien. Den ligger i kommunen Merredin och delstaten Western Australia, omkring 260 kilometer öster om delstatshuvudstaden Perth.
Trakten runt Muntadgin är nära nog obefolkad, med mindre än två invånare per kvadratkilometer.. Det finns inga andra samhällen i närheten.
Trakten runt Muntadgin består till största delen av jordbruksmark. Genomsnittlig årsnederbörd är 419 millimeter. Den regnigaste månaden är juli, med i genomsnitt 57 mm nederbörd, och den torraste är februari, med 11 mm nederbörd.